# 데이브 (래퍼)
데이브(Dave, 1998년 6월 5일 ~ )는 잉글랜드의 래퍼이다. 2019년 데뷔 앨범 Psychodrama를 발매해 UK 앨범 차트 1위를 했으며, 2019 머큐리상을 수상하기도 했다.

## 음반 목록

### 정규 음반
- Psychodrama (2019)
- We're All Alone in This Together (2021)

### EP
- Six Paths (2016)
- Game Over (2017)